# Gaidouronisi (Tilos)
Das unbewohnte Felseneiland Gaidouronisi (griechisch Γαϊδουρονήσι [ɣaiðurɔˈnisi] (n. sg.)), auch Gaidaros Megalou Choriou (griechisch Γάιδαρος Μεγάλου Χωριού (m. sg.)) genannt, liegt etwa 1 Kilometer nordwestlich von Tilos. Die Fläche beträgt 0,802 km². Die Insel ist hügelig, mit einigen steil abfallenden Felsen. Die höchste Erhebung misst 157 m über dem Meeresspiegel. Das Anlanden ermöglicht eine Anker- und Badebucht an der Südseite der Insel. An der Nordseite befindet sich ein Leuchtfeuer (deutsche Kennung: Blz(2)16N10sm).
Gaidouronisi ist nicht zu verwechseln mit der Insel Gaidaros Livadion (36° 26′ 17″ N, 27° 23′ 52″ O) nördlich des Hafenortes Livadia.

## Flora
Der Pflanzenbewuchs (Phrygana) ist durch Ziegenhaltung nur spärlich ausgeprägt. In der Hauptsache besteht er aus stechender Binse, dornigem Ginster, Kreuzdorn (Rhamnus lycioides subsp. oleoides), Stechpalmen-Kreuzdorn, Meerzwiebel und kopfigem Thymian.

## Fauna
Neben verwilderten Hausziegen kommen folgende Tierarten auf der Insel vor: 
- Insekten
  - Libellen
- Reptilien
  - Europäisches Schlangenauge
  - Hardun
- Vögel
  - Eleonorenfalke
  - Steinschmätzer
  - Samtkopfgrasmücke

## Geschichte
Gaidouronisi war ein Metochi des auf Tilos gelegenen Klosters Agios Pandeleimonas (Μονή Aγίου Παντελεήμονα). Tonscherben deuten auf frühere Bewirtschaftung hin. Auf der höchsten Erhebung befindet sich ein Vermessungspunkt. Alte Beton- und Holzreste in der Umgebung zeugen von einer Wachstation aus der Zeit der Zugehörigkeit zu Italien.